# Khảo cổ học chiến trường

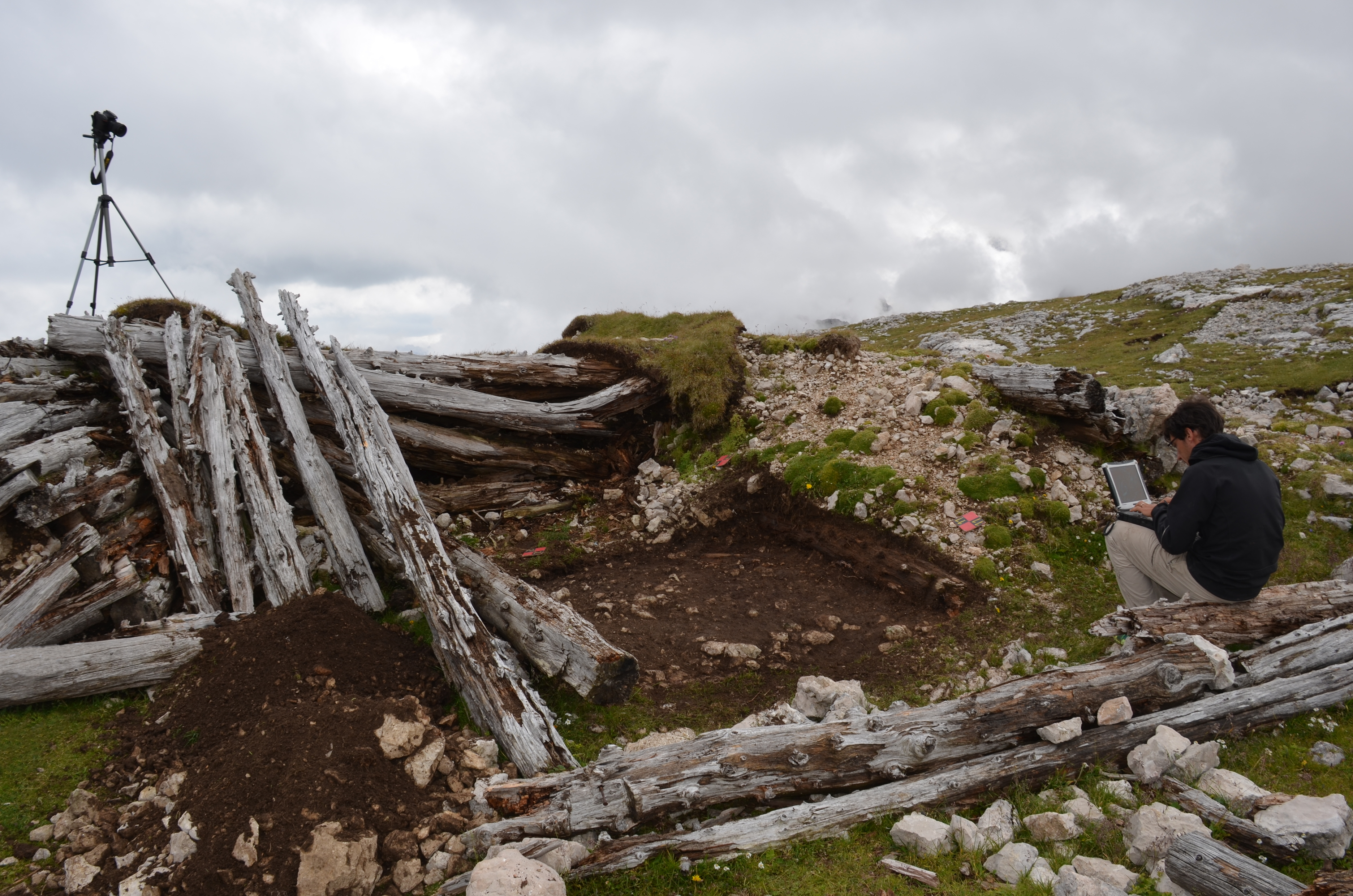
Khảo sát tàn tích của các công sự thời Thế chiến thứ nhất gần núi Col Bechei, Ý.

Khảo cổ học chiến trường là một phân ngành chuyên sâu của khảo cổ học, tập trung vào việc nghiên cứu các di tích vật chất và địa hình của chiến trường để tái hiện lại bức tranh toàn diện về các cuộc xung đột trong quá khứ. Đối tượng nghiên cứu của khảo cổ học chiến trường bao gồm các địa điểm diễn ra các trận đánh lớn nhỏ, các cuộc bao vây, trại lính, và khu vực huấn luyện quân sự. Thông qua việc phân tích các hiện vật còn sót lại như vũ khí, đạn dược, trang bị cá nhân, công sự phòng thủ, cũng như nghiên cứu địa hình, các nhà khảo cổ học chiến trường có thể đưa ra những nhận định mới mẻ về chiến thuật, kỹ thuật chiến đấu, và thậm chí cả cuộc sống thường nhật của những người lính trong thời chiến.
Những phát hiện này thường bổ sung hoặc thậm chí thách thức các ghi chép lịch sử truyền thống, vốn có thể bị ảnh hưởng bởi thành kiến hoặc chỉ mang tính phiến diện. Khảo cổ học chiến trường, do đó, đóng vai trò quan trọng trong việc làm sáng tỏ những sự kiện lịch sử quan trọng, mang lại cái nhìn sâu sắc và khách quan hơn về quá khứ. Mặc dù có những điểm tương đồng với khảo cổ học quân sự và khảo sát địa điểm không xâm lấn, khảo cổ học chiến trường không được coi là một lĩnh vực hoàn toàn tách biệt. Các phương pháp và kỹ thuật của cả ba lĩnh vực này thường được kết hợp để cung cấp một bức tranh đầy đủ nhất về các sự kiện lịch sử diễn ra trên chiến trường.